# Kraftwerk Union
Kraftwerk Union (KWU) — немецкая компания, дочерняя компания Siemens и AEG, которая занимается строительством электростанций, в основном атомных.

## История
- В 1968 году подразделения, занимающиеся атомными электростанциями Siemens и AEG начали сотрудничать, и в 1969 году была основана компания Kraftwerk Union со штаб-квартирой в Мюльхайм-ан-дер-Рур. Совместное предприятие принадлежало обеим компаниям в равных долях, но Siemens получила контроль над управлением. До этого Siemens строила в основном тяжеловодные реакторы по лицензии Westinghouse, а AEG водо-водяные реакторы. Поэтому KWU строила оба типа реакторов. Неатомный бизнес Siemens в области электростанций был интегрирован в KWU. Пять лет спустя подразделение атомной энергетики AEG было полностью поглощено KWU[1].
- Kraftwerk Union эксплуатировал два исследовательских реактора в Карлштайне-на-Майне в 1960-х и 1970-х годах: испытательный реактор AEG (PR-10) и реактор с нулевой мощностью AEG.
- В 1969 году компания Siemens приобрела акции Interatom, которые в 1974 году были переданы KWU.
- В 1977 году Siemens стал единственным акционером KWU.
- В 1978 году AEG продала часть компании Transformatoren Union компании KWU. В 1987 году KWU полностью поглотила ТU.

## Электростанции, построеные KWU
Кипящиe водо-водяные реакторы:
Ниже приведен список электростанций, в постройке реакторов которых участвовала KWU:
| Реакторный блок     | Страна   | Статус                                          | Оператор                                        |
| ------------------- | -------- | ----------------------------------------------- | ----------------------------------------------- |
| АЭС Вюргассен       | Германия | Временное хранение, ядерная часть демонтирована | Preussenelektra                                 |
| АЭС Брунсбюттель    | Германия | Выведен из эксплуатации                         | Vattenfall                                      |
| Цвентендорфская АЭС | Австрия  | Не введен в эксплуатацию                        | Объединенная атомная электростанция Цвентендорф |
| АЭС Филиппсбург     | Германия | Выведен из эксплуатации                         | EnBW                                            |
| АЭС Изар            | Германия | Выведен из эксплуатации                         | PreussenElektra                                 |
| АЭС Крюммель        | Германия | Выведен из эксплуатации                         | Vattenfall                                      |
| АЭС Гундремминген   | Германия | Выведен из эксплуатации                         | RWE                                             |

Реакторы с водой под давлением (VVER):
Ниже приведен список электростанций, в постройке реакторов которых участвовала KWU:
| Реакторный блок     | Страна     | Статус                                 | Оператор                             |
| ------------------- | ---------- | -------------------------------------- | ------------------------------------ |
| АЭС Обригхайм       | Германия   | в стадии демонтажа (до 2020 года)      | EnBW                                 |
| АЭС Штаде           | Германия   | в стадии демонтажа (до 2023 года)      | PreussenElektra                      |
| АЭС Борселе         | Нидерланды | В эксплуатации                         | EPZ                                  |
| АЭС Библис          | Германия   | Выведен из эксплуатации                | RWE                                  |
| АЭС Неккарвестхайм  | Германия   | Выведен из эксплуатации                | EnBW                                 |
| АЭС Унтервезер      | Германия   | Выведен из эксплуатации                | PreussenElektra                      |
| АЭС Трильо          | Испания    | В эксплуатации                         | ENDESA                               |
| АЭС Регодола        | Испания    | Заказано в 1981/82, не построено       |                                      |
| АЭС Гёсген          | Швейцария  | В эксплуатации                         | Gösgen-Däniken AG                    |
| АЭС Брокдорф        | Германия   | Выведен из эксплуатации                | PreussenElektra                      |
| АЭС Гронде          | Германия   | Выведен из эксплуатации                | PreussenElektra                      |
| АЭС Филиппсбург     | Германия   | Выведен из эксплуатации                | EnBW                                 |
| АЭС Графенрайнфельд | Германия   | Выведен из эксплуатации                | PreussenElektra                      |
| АЭС Эмсланд         | Германия   | Выведен из эксплуатации                | RWE                                  |
| АЭС Изар            | Германия   | Выведен из эксплуатации                | PreussenElektra                      |
| АЭС Ангра           | Бразилия   | В эксплуатации/на стадии строительства | Eletrobras                           |
| Бушерская АЭС       | Иран       |                                        | Организация по атомной энергии Ирана |

Тяжеловодные реакторы (PHWR):
| Реакторный блок | Страна    | Статус          | Оператор                                |
| --------------- | --------- | --------------- | --------------------------------------- |
| АЭС Нидерайхбах | Германия  | демонтированный | Атомная электростанция Нидерайхбах ГмбХ |
| АЭС Атуча 1     | Аргентина | В эксплуатации  | Nucleoelectrica Argentina               |
| АЭС Атуча 2     | Аргентина | В эксплуатации  | Nucleoelectrica Argentina               |